# Seznam olympijských medailistů v rychlostní kanoistice
Toto je seznam olympijských medailistů v rychlostní kanoistice na letních olympijských hrách.
Závody v kanoistice na letních olympijských hrách se poprvé konaly na letní olympiádě v roce 1936 v Berlíně. Tehdy závodili na olympijských tratích jen muži, ženy startují na LOH od roku 1948 (olympiáda v Londýně).
Zpočátku byly pořádány pouze soutěže v rychlostní kanoistice, v roce 1972 se závodilo poprvé i ve vodním slalomu, který byl do programu her trvale zařazen od roku 1992.

## C1 1000 metrů
| Rok      | Zlato                                           | Stříbro                                             | Bronz                                               |
| LOH 1936 | Frank Amyot · Kanada (CAN)                      | Bohuslav Karlík · Československo (TCH)              | Erich Koschik · Německo (GER)                       |
| LOH 1948 | Josef Holeček · Československo (TCH)            | Douglas Bennett · Kanada (CAN)                      | Robert Boutigny · Francie (FRA)                     |
| LOH 1952 | Josef Holeček · Československo (TCH)            | János Parti · Maďarsko (HUN)                        | Olavi Ojanperä · Finsko (FIN)                       |
| LOH 1956 | Leon Rotman · Rumunsko (ROU)                    | István Hernek · Maďarsko (HUN)                      | Gennadij Bucharin · Sovětský svaz (URS)             |
| LOH 1960 | János Parti · Maďarsko (HUN)                    | Alexandr Silajev · Sovětský svaz (URS)              | Leon Rotman · Rumunsko (ROU)                        |
| LOH 1964 | Jürgen Eschert · Tým sjednoceného Německa (EUA) | Andrei Igorov · Rumunsko (ROU)                      | Jevgenij Penjajev · Sovětský svaz (URS)             |
| LOH 1968 | Tibor Tatai · Maďarsko (HUN)                    | Detlef Lewe · Západní Německo (FRG)                 | Vitalij Galkov · Sovětský svaz (URS)                |
| LOH 1972 | Ivan Patzaichin · Rumunsko (ROU)                | Tamás Wichmann · Maďarsko (HUN)                     | Detlef Lewe · Západní Německo (FRG)                 |
| LOH 1976 | Matija Ljubek · Jugoslávie (YUG)                | Vasil Jurčenko · Sovětský svaz (URS)                | Tamás Wichmann · Maďarsko (HUN)                     |
| LOH 1980 | Ljubomir Ljubenov · Bulharsko (BUL)             | Serhij Postrjechin · Sovětský svaz (URS)            | Eckhard Leue · Německá demokratická republika (GDR) |
| LOH 1984 | Ulrich Eicke · Západní Německo (FRG)            | Larry Cain · Kanada (CAN)                           | Henning Lynge Jakobsen · Dánsko (DEN)               |
| LOH 1988 | Ivans Klementjevs · Sovětský svaz (URS)         | Jörg Schmidt · Německá demokratická republika (GDR) | Nikolaj Buchalov · Bulharsko (BUL)                  |
| LOH 1992 | Nikolaj Buchalov · Bulharsko (BUL)              | Ivans Klementjevs · Lotyšsko (LAT)                  | György Zala · Maďarsko (HUN)                        |
| LOH 1996 | Martin Doktor · Česko (CZE)                     | Ivans Klementjevs · Lotyšsko (LAT)                  | György Zala · Maďarsko (HUN)                        |
| LOH 2000 | Andreas Dittmer · Německo (GER)                 | Ledis Balceiro · Kuba (CUB)                         | Stephen Giles · Kanada (CAN)                        |
| LOH 2004 | David Cal · Španělsko (ESP)                     | Andreas Dittmer · Německo (GER)                     | Attila Vajda · Maďarsko (HUN)                       |
| LOH 2008 | Attila Vajda · Maďarsko (HUN)                   | David Cal · Španělsko (ESP)                         | Thomas Hall · Kanada (CAN)                          |
| LOH 2012 | Sebastian Brendel · Německo (GER)               | David Cal · Španělsko (ESP)                         | Mark Oldershaw · Kanada (CAN)                       |
| LOH 2016 | Sebastian Brendel · Německo (GER)               | Isaquias Queiroz · Brazílie (BRA)                   | Sergej Tarnovsči · Moldavsko (MDA)                  |
| LOH 2020 | Isaquias Queiroz · Brazílie (BRA)               | Liu Hao · Čína (CHN)                                | Sergej Tarnovsči · Moldavsko (MDA)                  |
| LOH 2024 | Martin Fuksa · Česko (CZE)                      | Isaquias Queiroz · Brazílie (BRA)                   | Sergej Tarnovsči · Moldavsko (MDA)                  |

## C2 1000 metrů
| Rok                 | Zlato                                                       | Stříbro                                                            | Bronz                                                 |
| LOH 1936            | Československo (TCH) · Vladimír Syrovátka · Jan Brzák       | Rakousko (AUT) · Rupert Weinstabl · Karl Proisl                    | Kanada (CAN) · Frank Saker · Harvey Charters          |
| LOH 1948            | Československo (TCH) · Jan Brzák · Bohumil Kudrna           | Spojené státy americké (USA) · Steven Lysak · Stephen Macknowski   | Francie (FRA) · Georges Dransart · Georges Gandil     |
| LOH 1952            | Dánsko (DEN) · Bent Peder Rasch · Finn Haunstoft            | Československo (TCH) · Jan Brzák · Bohumil Kudrna                  | Německo (GER) · Egon Drews · Wilfried Soltau          |
| LOH 1956            | Rumunsko (ROU) · Alexe Dumitru · Simion Ismailciuc          | Sovětský svaz (URS) · Pavel Charin · Gracian Botev                 | Maďarsko (HUN) · Károly Wieland · Ferenc Mohácsi      |
| LOH 1960            | Sovětský svaz (URS) · Leonid Gejštor · Sergej Makarenko     | Itálie (ITA) · Aldo Dezi · Francesco La Macchia                    | Maďarsko (HUN) · Imre Farkas · András Törő            |
| LOH 1964            | Sovětský svaz (URS) · Andrej Chimič · Stěpan Oščepkov       | Francie (FRA) · Jean Boudehen · Michel Chapuis                     | Dánsko (DEN) · Peer Nielsen · John Sørensen           |
| LOH 1968            | Rumunsko (ROU) · Ivan Patzaichin · Serghei Covaliov         | Maďarsko (HUN) · Tamás Wichmann · Gyula Petrikovics                | Sovětský svaz (URS) · Naum Prokupec · Michail Zamotin |
| LOH 1972            | Sovětský svaz (URS) · Vladas Česiūnas · Jurij Lobanov       | Rumunsko (ROU) · Ivan Patzaichin · Serghei Covaliov                | Bulharsko (BUL) · Fedja Damjanov · Ivan Burčin        |
| LOH 1976            | Sovětský svaz (URS) · Serhij Petrenko · Alexandr Vinogradov | Rumunsko (ROU) · Gheorghe Danielov · Gheorghe Simionov             | Maďarsko (HUN) · Tamás Buday · Oszkár Frey            |
| LOH 1980            | Rumunsko (ROU) · Ivan Patzaichin · Toma Simionov            | Německá demokratická republika (GDR) · Olaf Heukrodt · Uwe Madeja  | Sovětský svaz (URS) · Vasil Jurčenko · Jurij Lobanov  |
| LOH 1984            | Rumunsko (ROU) · Ivan Patzaichin · Toma Simionov            | Jugoslávie (YUG) · Matija Ljubek · Mirko Nišović                   | Francie (FRA) · Didier Hoyer · Éric Renaud            |
| LOH 1988            | Sovětský svaz (URS) · Viktor Renějskij · Nicolae Juravschi  | Německá demokratická republika (GDR) · Olaf Heukrodt · Ingo Spelly | Polsko (POL) · Marek Dopierała · Marek Łbik           |
| LOH 1992            | Německo (GER) · Ulrich Papke · Ingo Spelly                  | Dánsko (DEN) · Christian Frederiksen · Arne Nielsson               | Francie (FRA) · Didier Hoyer · Olivier Boivin         |
| LOH 1996            | Německo (GER) · Gunar Kirchbach · Andreas Dittmer           | Rumunsko (ROU) · Marcel Glavan · Antonel Borsan                    | Maďarsko (HUN) · György Kolonics · Csaba Horváth      |
| LOH 2000            | Rumunsko (ROU) · Mitică Pricop · Florin Popescu             | Kuba (CUB) · Ibrahim Rojas · Leobaldo Pereira                      | Německo (GER) · Stefan Uteß · Lars Kober              |
| LOH 2004            | Německo (GER) · Christian Gille · Tomasz Wylenzek           | Rusko (RUS) · Alexandr Kostoglod · Alexandr Kovaljov               | Maďarsko (HUN) · György Kozmann · György Kolonics     |
| LOH 2008            | Bělorusko (BLR) · Andrej Bahdanovič · Aljaxandr Bahdanovič  | Německo (GER) · Christian Gille · Tomasz Wylenzek                  | Maďarsko (HUN) · György Kozmann · Tamás Kiss          |
| LOH 2012            | Německo (GER) · Peter Kretschmer · Kurt Kuschela            | Bělorusko (BLR) · Andrej Bahdanovič · Aljaxandr Bahdanovič         | Rusko (RUS) · Alexej Korovaškov · Ilja Pervuchin      |
| LOH 2016            | Německo (GER) · Sebastian Brendel · Jan Vandrey             | Brazílie (BRA) · Erlon Silva · Isaquias Queiroz                    | Ukrajina (UKR) · Dmytro Ianchuk · Taras Mishchuk      |
| LOH 2020            | Kuba (CUB) · Serguey Torres · Fernando Jorge                | Čína (CHN) · Liu Hao · Zheng Pengfei                               | Německo (GER) · Sebastian Brendel · Tim Hecker        |
| disciplína ukončena |                                                             |                                                                    |                                                       |

## C2 500 metrů
| Rok      | Zlato                              | Stříbro                                           | Bronz                                                  |
| LOH 2024 | Čína (CHN) · Liou Chao · Ťi Po-wen | Itálie (ITA) · Gabriele Casadei · >Carlo Tacchini | Španělsko (ESP) · Joan Antoni Moreno · Diego Domínguez |

## K1 200 metrů
| Rok                 | Zlato                              | Stříbro                          | Bronz                                                         |
| LOH 2012            | Ed McKeever · Velká Británie (GBR) | Saúl Craviotto · Španělsko (ESP) | Mark de Jonge · Kanada (CAN)                                  |
| LOH 2016            | Liam Heath · Velká Británie (GBR)  | Maxime Beaumont · Francie (FRA)  | Saúl Craviotto · Španělsko (ESP) Ronald Rauhe · Německo (GER) |
| LOH 2020            | Sándor Tótka · Maďarsko (HUN)      | Manfredi Rizza · Itálie (ITA)    | Liam Heath · Velká Británie (GBR)                             |
| disciplína ukončena |                                    |                                  |                                                               |

## K1 1000 metrů
| Rok      | Zlato                                               | Stříbro                                    | Bronz                                                 |
| LOH 1936 | Gregor Hradetzky · Rakousko (AUT)                   | Helmut Cämmerer · Německo (GER)            | Jaap Kraaier · Nizozemsko (NED)                       |
| LOH 1948 | Gert Fredriksson · Švédsko (SWE)                    | Johan Andersen · Dánsko (DEN)              | Henri Eberhardt · Francie (FRA)                       |
| LOH 1952 | Gert Fredriksson · Švédsko (SWE)                    | Thorvald Strömberg · Finsko (FIN)          | Louis Gantois · Francie (FRA)                         |
| LOH 1956 | Gert Fredriksson · Švédsko (SWE)                    | Igor Pisarev · Sovětský svaz (URS)         | Lajos Kiss · Maďarsko (HUN)                           |
| LOH 1960 | Erik Hansen · Dánsko (DEN)                          | Imre Szöllősi · Maďarsko (HUN)             | Gert Fredriksson · Švédsko (SWE)                      |
| LOH 1964 | Rolf Peterson · Švédsko (SWE)                       | Mihály Hesz · Maďarsko (HUN)               | Aurel Vernescu · Rumunsko (ROU)                       |
| LOH 1968 | Mihály Hesz · Maďarsko (HUN)                        | Aleksandr Shaparenko · Sovětský svaz (URS) | Erik Hansen · Dánsko (DEN)                            |
| LOH 1972 | Alexandr Šaparenko · Sovětský svaz (URS)            | Rolf Peterson · Švédsko (SWE)              | Géza Csapó · Maďarsko (HUN)                           |
| LOH 1976 | Rüdiger Helm · Německá demokratická republika (GDR) | Géza Csapó · Maďarsko (HUN)                | Vasile Dîba · Rumunsko (ROU)                          |
| LOH 1980 | Rüdiger Helm · Německá demokratická republika (GDR) | Alain Lebas · Francie (FRA)                | Ion Bîrlădeanu · Rumunsko (ROU)                       |
| LOH 1984 | Alan Thompson · Nový Zéland (NZL)                   | Milan Janić · Jugoslávie (YUG)             | Greg Barton · Spojené státy americké (USA)            |
| LOH 1988 | Greg Barton · Spojené státy americké (USA)          | Grant Davies · Austrálie (AUS)             | André Wohllebe · Německá demokratická republika (GDR) |
| LOH 1992 | Clint Robinson · Austrálie (AUS)                    | Knut Holmann · Norsko (NOR)                | Greg Barton · Spojené státy americké (USA)            |
| LOH 1996 | Knut Holmann · Norsko (NOR)                         | Beniamino Bonomi · Itálie (ITA)            | Clint Robinson · Austrálie (AUS)                      |
| LOH 2000 | Knut Holmann · Norsko (NOR)                         | Petar Merkov · Bulharsko (BUL)             | Tim Brabants · Velká Británie (GBR)                   |
| LOH 2004 | Eirik Verås Larsen · Norsko (NOR)                   | Ben Fouhy · Nový Zéland (NZL)              | Adam van Koeverden · Kanada (CAN)                     |
| LOH 2008 | Tim Brabants · Velká Británie (GBR)                 | Eirik Verås Larsen · Norsko (NOR)          | Ken Wallace · Austrálie (AUS)                         |
| LOH 2012 | Eirik Verås Larsen · Norsko (NOR)                   | Adam van Koeverden · Kanada (CAN)          | Max Hoff · Německo (GER)                              |
| LOH 2016 | Marcus Walz · Španělsko (ESP)                       | Josef Dostál · Česko (CZE)                 | Roman Anoškin · Rusko (RUS)                           |
| LOH 2020 | Bálint Kopasz · Maďarsko (HUN)                      | Ádám Varga · Maďarsko (HUN)                | Fernando Pimenta · Portugalsko (POR)                  |
| LOH 2024 | Josef Dostál · Česko (CZE)                          | Ádám Varga · Maďarsko (HUN)                | Bálint Kopasz · Maďarsko (HUN)                        |

## K2 1000 metrů
| Rok                 | Zlato                                                                  | Stříbro                                                                 | Bronz                                                        |
| LOH 1936            | Rakousko (AUT) · Adolf Kainz · Alfons Dorfner                          | Německo (GER) · Ewald Tilker · Fritz Bondroit                           | Nizozemsko (NED) · Nicolaas Tates · Wim van der Kroft        |
| LOH 1948            | Švédsko (SWE) · Hans Berglund · Lennart Klingström                     | Dánsko (DEN) · Ejvind Hansen · Bernhard Jensen                          | Finsko (FIN) · Thor Axelsson · Nils Björklöf                 |
| LOH 1952            | Finsko (FIN) · Kurt Wires · Yrjö Hietanen                              | Švédsko (SWE) · Lars Glasser · Ingemar Hedberg                          | Rakousko (AUT) · Maximilian Raub · Herbert Wiedermann        |
| LOH 1956            | Tým sjednoceného Německa (EUA) · Michel Scheuer · Meinrad Miltenberger | Sovětský svaz (URS) · Mihhail Kaaleste · Anatolij Demitkov              | Rakousko (AUT) · Maximilian Raub · Herbert Wiedermann        |
| LOH 1960            | Švédsko (SWE) · Gert Fredriksson · Sven-Olov Sjödelius                 | Maďarsko (HUN) · András Szente · György Mészáros                        | Polsko (POL) · Stefan Kapłaniak · Władysław Zieliński        |
| LOH 1964            | Švédsko (SWE) · Sven-Olov Sjödelius · Gunnar Utterberg                 | Nizozemsko (NED) · Antonius Geurts · Paulus Hoekstra                    | Tým sjednoceného Německa (EUA) · Heinz Büker · Holger Zander |
| LOH 1968            | Sovětský svaz (URS) · Alexandr Šaparenko · Vladimir Morozov            | Maďarsko (HUN) · Csaba Giczy · István Timár                             | Rakousko (AUT) · Gerhard Seibold · Günther Pfaff             |
| LOH 1972            | Sovětský svaz (URS) · Nikolaj Gorbačov · Viktor Kratasjuk              | Maďarsko (HUN) · József Deme · János Rátkai                             | Polsko (POL) · Władysław Szuszkiewicz · Rafał Piszcz         |
| LOH 1976            | Sovětský svaz (URS) · Serhij Nahornyj · Vladimir Romanovskij           | Německá demokratická republika (GDR) · Joachim Mattern · Bernd Olbricht | Maďarsko (HUN) · Zoltán Bakó · István Szabó                  |
| LOH 1980            | Sovětský svaz (URS) · Vladimir Parfenovič · Serhij Čuchraj             | Maďarsko (HUN) · István Szabó · István Joós                             | Španělsko (ESP) · Luis Gregorio Ramos · Herminio Menéndez    |
| LOH 1984            | Kanada (CAN) · Hugh Fisher · Alwyn Morris                              | Francie (FRA) · Bernard Brégeon · Patrick Lefoulon                      | Austrálie (AUS) · Barry Kelly · Grant Kenny                  |
| LOH 1988            | Spojené státy americké (USA) · Greg Barton · Norman Bellingham         | Nový Zéland (NZL) · Ian Ferguson · Paul MacDonald                       | Austrálie (AUS) · Peter Foster · Kelvin Graham               |
| LOH 1992            | Německo (GER) · Kay Bluhm · Torsten Gutsche                            | Švédsko (SWE) · Kalle Sundqvist · Gunnar Olsson                         | Polsko (POL) · Grzegorz Kotowicz · Dariusz Białkowski        |
| LOH 1996            | Itálie (ITA) · Daniele Scarpa · Antonio Rossi                          | Německo (GER) · Kay Bluhm · Torsten Gutsche                             | Bulharsko (BUL) · Andrian Dušev · Milko Kazanov              |
| LOH 2000            | Itálie (ITA) · Antonio Rossi · Beniamino Bonomi                        | Švédsko (SWE) · Markus Oscarsson · Henrik Nilsson                       | Maďarsko (HUN) · Krisztián Bártfai · Krisztián Veréb         |
| LOH 2004            | Švédsko (SWE) · Markus Oscarsson · Henrik Nilsson                      | Itálie (ITA) · Antonio Rossi · Beniamino Bonomi                         | Norsko (NOR) · Eirik Verås Larsen · Nils Olav Fjeldheim      |
| LOH 2008            | Německo (GER) · Martin Hollstein · Andreas Ihle                        | Dánsko (DEN) · Kim Wraae Knudsen · René Holten Poulsen                  | Itálie (ITA) · Andrea Facchin · Antonio Scaduto              |
| LOH 2012            | Maďarsko (HUN) · Rudolf Dombi · Roland Kökény                          | Portugalsko (POR) · Fernando Pimenta · Emanuel Silva                    | Německo (GER) · Martin Hollstein · Andreas Ihle              |
| LOH 2016            | Německo (GER) · Max Rendschmidt · Marcus Gross                         | Srbsko (SRB) · Marko Tomićević · Milenko Zorić                          | Austrálie (AUS) · Ken Wallace · Lachlan Tame                 |
| LOH 2020            | Austrálie (AUS) · Jean van der Westhuyzen · Thomas Green               | Německo (GER) · Max Hoff · Jacob Schopf                                 | Česko (CZE) · Josef Dostál · Radek Šlouf                     |
| disciplína ukončena |                                                                        |                                                                         |                                                              |

## K2 500 metrů
| Rok      | Zlato                                    | Stříbro                                     | Bronz                                                    |
| LOH 2024 | Německo (GER) · Jacob Schopf · Max Lemke | Maďarsko (HUN) · Bence Nádas · Sándor Tótka | Austrálie (AUS) · Jean van der Westhuyzen · Thomas Green |

## K4 500 metrů
| Rok      | Zlato                                                                      | Stříbro                                                                                         | Bronz                                                                             |
| LOH 2020 | Německo (GER) · Max Rendschmidt · Ronald Rauhe · Tom Liebscher · Max Lemke | Španělsko (ESP) · Saúl Craviotto · Marcus Walz · Carlos Arévalo · Rodrigo Germade               | Slovinsko (SLO) · Samuel Baláž · Denis Myšák · Erik Vlček · Adam Botek            |
| LOH 2024 | Německo (GER) · Jacob Schopf · Max Lemke · Max Rendschmidt · Tom Liebscher | Austrálie (AUS) · Riley Fitzsimmons · Pierre van der Westhuyzen · Jackson Collins · Noah Havard | Španělsko (ESP) · Saúl Craviotto · Carlos Arévalo · Marcus Walz · Rodrigo Germade |